# Operación Morgan
La Operación Morgan fue el nombre de un operativo represivo organizado por del gobierno dictatorial uruguayo, dirigida específicamente al Partido Comunista de Uruguay y la Unión de la Juventud Comunista (Uruguay).

## Descripción
Si bien la represión contra estas organizaciones fue constante durante la dictadura y en los años anteriores a ella, la "Operación Morgan" a partir de octubre de 1975, desarrolló una profunda y sistemática persecución contra todas las estructuras orgánicas del PCU.
Tuvo cinco grandes períodos de recrudecimiento: octubre de 1975 a junio de 1976; mayo a septiembre de 1977; febrero a marzo de 1979; fines de 1981 a principios de 1982 y junio de 1983.
Desde 1973 y hasta 1975, se había detenido a sus sucesivos secretarios generales: Rodney Arismendi (finalmente expulsado del país), Jaime Pérez (procesado por la justicia militar y encarcelado durante 10 años) y José Luis Massera (procesado por la justicia militar y encarcelado nueve años). 
Posteriormente a la detención de Massera se constituyó un triunvirato compuesto por los dirigentes: Luis Tourón, Gerardo Cuesta y Jorge Mazzarovich, pero como este último cayó preso en el mes de noviembre de 1975, su lugar fue ocupado por el dirigente obrero Rosario Pietrarroia. 
A pesar del recambio  de la organización clandestina del PCU, todos los integrantes de la dirección fueron cayendo sucesivamente. El 21 de enero de 1976 fue detenido Gerardo Cuesta (muere en prisión política el 13 de septiembre de 1981). El 19 de enero, fue detenido Rosario Pietrarroia, (condenado a 12 años de penitenciaría). 
Muchos otros dirigentes importantes de la estructura partidaria comunista fueron secuestrados en los primeros días de la Operación “Morgan”.   
Además de la dirigencia, se secuestró, torturó y procesó a cientos de militantes vinculados a la distribución de propaganda, a la realización de pintadas  callejeras en repudio a la dictadura, a su participación en reuniones organizativas y cualquier otra acción de disidencia.
La lógica represiva desde fines de octubre del año 1975 se orientó a destruir el aparato militante clandestino que mantenía, en distintos niveles, el PCU. Esta operación a gran escala fue denominada en la jerga represiva como “Operación Morgan” ya que también tenía el objeto de obtener fondos financieros que sostenían la actividad de resistencia política del Partido Comunista. A partir de enero-febrero de 1976 la represión se continuó y abarcó también a la Unión de Juventudes Comunistas, en especial a su Sector Universitario.  
Según documentos de inteligencia militar relevados por investigadores el PCU tenía varias decenas de miles de afiliados que estaban organizados en cinco regionales y 24 seccionales; y la Unión de  Juventudes Comunista (UJC) con más de 1000 militantes organizados en 130 círculos en Montevideo y 30 en el interior del país. 
Esa represión desarrolló la vigilancia  de miles de personas sospechosas de integrar o ser cercanas a la militancia comunista, implicó la desaparición de 23 personas, así como el asesinato en torturas de 16 personas, 6 muertes en prisión y un asesinato en Argentina a través de la coordinación de las dictaduras del cono sur de América llamada Plan Cóndor.
Las acciones represivas fueron organizadas principalmente por el Organismo Coordinador de Operaciones Antisubversivas (OCOA), que funcionaba bajo la órbita de la División de Ejército I con sede en Montevideo, y era comandada por el general Esteban Cristi. El coronel Julio César González Arrondo era el segundo al mando.
Otros servicios que participaron en  la planificación, persecución, secuestro y torturas de la operación Morgan, fueron: el Servicio de Información de Defensa (SID), Departamento II del Comando General del Ejército (CGE-D II), la Prefectura Nacional Naval (PNN), el Cuerpo de Fusileros Navales (FUSNA) y la Dirección Nacional de Información e Inteligencia (DNII), está última con una participación especial en la represión de la UJC.
Si bien desde 1973, la represión al PCU había sido principalmente una cuestión policial encabezada por la Dirección Nacional de Información e Inteligencia (DNII), dirigida por el inspector general Víctor Castiglione, la Operación Morgan implicó la coordinación exclusiva de agentes militares. 
En 1975 la OCOA comenzó a utilizar centros clandestinos de detención y tortura (CCDyT), donde los detenidos eran interrogados mediante torturas, permaneciendo allí varios meses en calidad de “desaparecidos”.

## Juicio
Silveira, Gavazzo y Ramas fueron acusados por 92 víctimas de detención y torturas y fueron procesador por el fiscal Ricardo Perciballe con los cargos de abuso de autoridad, torturas y privación ilegítima de la libertad.